# Kemijärvi

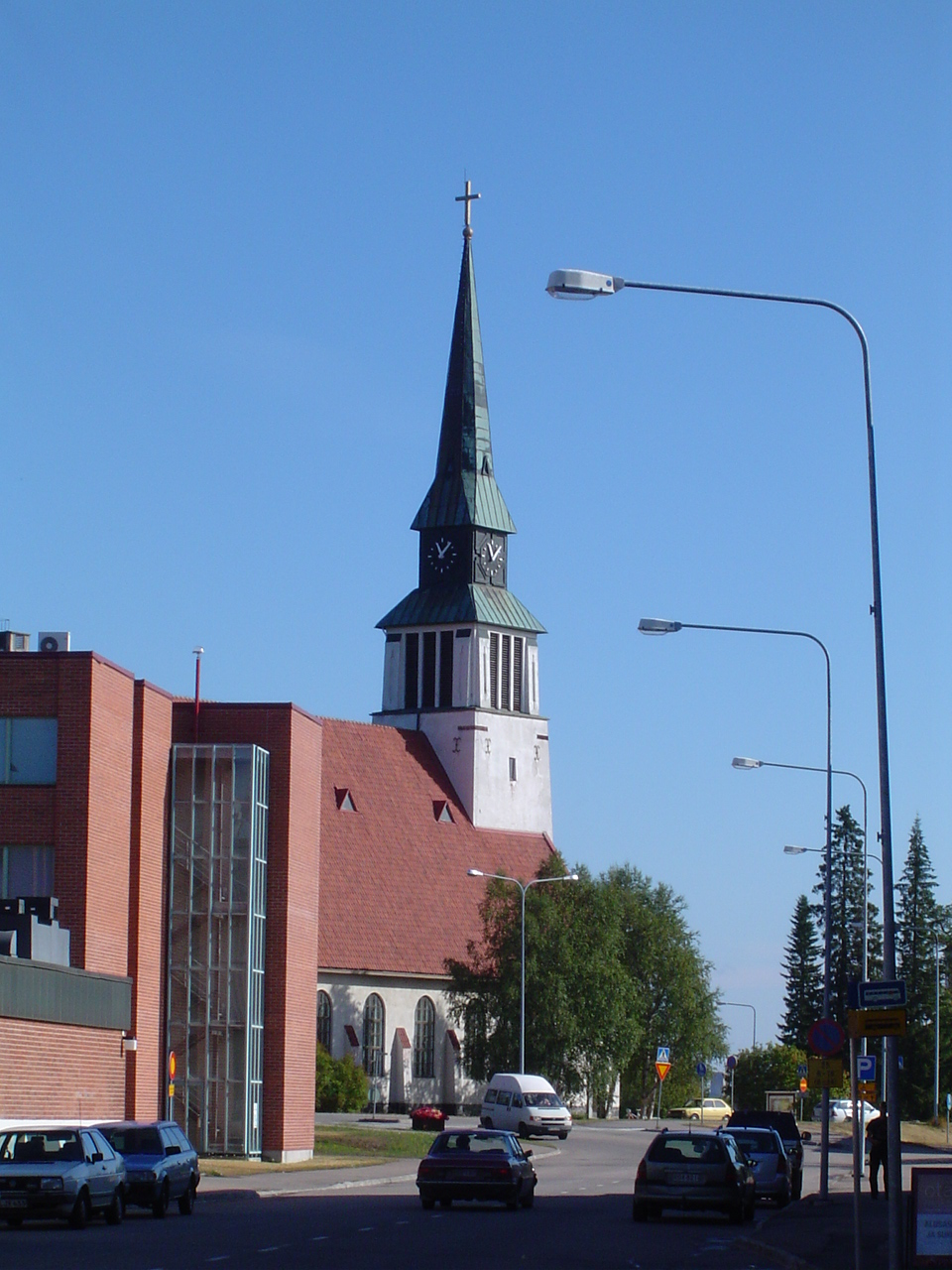
Kemijärvi kyrka.

Kemijärvi (svenska: också Kemiträsk; enaresamiska: Kemijävri; nordsamiska: Giemajávri) är en stad vid sjön Kemi träsk i Lappland i Finland. Kemijärvi har 7 105 invånare (2021) och en yta på 3 930,91 km². Centralort i kommunen är tätorten Kemijärvi centraltätort med 4 283 invånare enligt Statistikcentralens definition. I kommunen finns även tätorten Isokylä-Kallanvaara med 1 030 invånare och kommunen har en tätortsgrad av 69,9 %. Kemijärvi fick stadsrättigheter 1973 och är Finlands nordligaste stad.
Kemijärvi är enspråkigt finskt.

## Historia
Kolonisationen av Kemi lappmark inleddes i Kemijärvi. Redan 1630 ska några bönder ha slagit sig ned vid Kemi träsk, men de första odlingsförsöken misslyckades. Nya bönder tog dock vid och 1635 fanns ett hemman vid träsket. Bönderna försörjde sig främst genom svedjebruk och fiske, vilket orsakade problem för den samiska befolkningen i området.
Lantmätare Oluf Tresk noterade vid sin kartering av Kemi lappmark 1642 att det fanns ett hemman vid Kemi träsk. Han föreslog också att en kyrka skulle byggas vid sjös övre ända (där orten Kemijärvi nu ligger) eftersom där fanns gott om renlav, brännved och fiskemöjligheter. Samerna från fyra av de fem lappbyar som låg inom Kemi älvs vattenområde, Sodankylä, Sombio, Kemikylä och Kuolajärvi, samt Kitkajärvi öster om vattendelaren mot Vita havet, skulle lätt kunna ta sig dit. Kyrkplatsen i Kemijärvi anlades några år därefter och fick egen präst 1648. Det var en av de två första kyrkorna i Kemi lappmark – den andra, som tillkom samtidigt, låg i Enare.
Kyrkbygget förde med sig en ökad inflyttning till Kemijärvi. År 1647 fanns tolv hemman vid träsket, varav sex öde, och 1648 tretton hemman, varav fem öde. Efter den förste prästens, Jakob Lapodius, död placerades prästen Esaias Mansueti Fellman i Kemijärvi 1662. Han verkade för en ökad inflyttning av bönder från Ijo och Uleå socknar. År 1692 fanns 20 hemman vid Kemi träsk.

### Administrativ historik
Kemijärvi köping utbröts ur Kemijärvi landskommun 1957. De återförenades dock 1973, då de tillsammans bildade den nuvarande Kemijärvi stad.

Kemijärvi köpingsvapen 1960–1972.

## Tätorter
Vid Statistikcentralens tätortsavgränsning den 31 december 2021 fanns två tätorter inom Kemijärvi stads område:
| Nr | Tätort                  | Folkmängd |
| -- | ----------------------- | --------- |
| 1  | Kemijärvi centraltätort | 3 932     |
| 2  | Isokylä-Kallaanvaara    | 966       |

## Politik

### Mandatfördelning i Kemijärvi stad, valen 1976–2021
| 10 | 5 | 2 | 14 |  | 3 |

| 9 | 4 |  | 16 |  | 4 |

| 8 | 5 |  | 17 | 4 |

| 7 | 5 |  | 17 |  | 4 |

| 6 | 6 |  | 4 | 15 |  | 2 |

| 5 | 5 | 3 | 19 |  | 2 |

| 5 | 4 | 4 | 19 |  | 2 |

| 7 | 3 | 3 | 19 | 3 |

| 23 | 12 |

| 8 | 3 | 2 | 17 | 2 | 3 |

| 22 | 13 |

| 5 | 4 |  | 5 | 15 |  | 4 |

| 20 | 15 |

| 5 | 2 | 4 | 13 |  | 2 |

| 19 | 8 |

| 3 | 3 | 3 | 5 | 8 |  | 4 |

| 19 | 8 |

### Valresultat i kommunalvalet 2017
| Parti                 | Parti                                                  | Röstfördelning | Röstfördelning | Röstfördelning | Röstfördelning | Mandatfördelning | Mandatfördelning |
| Parti                 | Parti                                                  | Antal          | Andel %        | Antal +−       | Andel % +−     | Antal            | +−               |
| --------------------- | ------------------------------------------------------ | -------------- | -------------- | -------------- | -------------- | ---------------- | ---------------- |
|                       | Centern i Finland                                      | 1 785          | 45,0           | +52            | +5,1           | 13               | -2               |
|                       | Vänsterförbundet                                       | 658            | 16,6           | +64            | +2,9           | 5                | 0                |
|                       | Sannfinländarna                                        | 526            | 13,3           | -99            | -1,1           | 4                | -1               |
|                       | Samlingspartiet                                        | 373            | 9,4            | -150           | -2,6           | 2                | -2               |
|                       | Finlands Socialdemokratiska Parti                      | 372            | 9,4            | -87            | -1,2           | 2                | -2               |
|                       | Kristdemokraterna i Finland                            | 254            | 6,4            | +41            | +1,5           | 1                | 0                |
|                       | Sitoutumaton Mahdollisuus-yhteislista*                 | 0              | 0              | -183           | -4,2           | 0                | -1               |
|                       | Kommunistiska Arbetarpartiet - för fred och socialism* | 0              | 0              | -13            | -0,3           | 0                | 0                |
|                       | Förändring 2011*                                       | 0              | 0              | -5             | -0,1           | 0                | 0                |
| Giltiga röster totalt | Giltiga röster totalt                                  | 3 968          | 100,0          | -380           | —              | 27               | -8               |
| Ogiltiga röster       | Ogiltiga röster                                        | 24             | 0,8            | —              | —              |                  |                  |
| Valdeltagande         | Valdeltagande                                          | 3 999          | 59,9           | —              | -2,3           |                  |                  |
| Röstberättigade       | Röstberättigade                                        | 6 673          | —              | -369           | —              |                  |                  |

Källa:
Partier eller valmansföreningar med en asterisk (*) ställde inte upp med kandidater i valet.

## Demografi

### Befolkningsutveckling
| Befolkningsutvecklingen i Kemijärvi stad 1975–2020                                                           | Befolkningsutvecklingen i Kemijärvi stad 1975–2020 | Befolkningsutvecklingen i Kemijärvi stad 1975–2020 | Befolkningsutvecklingen i Kemijärvi stad 1975–2020 | Befolkningsutvecklingen i Kemijärvi stad 1975–2020 |
| --- | -------------------------------------------------- | -------------------------------------------------- | -------------------------------------------------- | -------------------------------------------------- |
| |                                                    |                                                    |                                                    |                                                    |
| År |                                                    |                                                    | Folkmängd                                          |                                                    |
| 1975 | 1975                                               |                                                    | 12 759                                             |                                                    |
| 1980 | 1980                                               |                                                    | 12 621                                             |                                                    |
| 1985 | 1985                                               |                                                    | 12 762                                             |                                                    |
| 1990 | 1990                                               |                                                    | 12 331                                             |                                                    |
| 1995 | 1995                                               |                                                    | 11 775                                             |                                                    |
| 2000 | 2000                                               |                                                    | 10 484                                             |                                                    |
| 2005 | 2005                                               |                                                    | 9 293                                              |                                                    |
| 2010 | 2010                                               |                                                    | 8 418                                              |                                                    |
| 2015 | 2015                                               |                                                    | 7 766                                              |                                                    |
| 2020 | 2020                                               |                                                    | 7 191                                              |                                                    |
| Anm: Uppgifterna avser förhållandena den 31 december nämnda år enligt områdesindelningen den 1 januari 2022. |                                                    |                                                    |                                                    |                                                    |

### Språk
Befolkningen efter språk (modersmål) den 31 december 2022. Finska, svenska och samiska räknas som inhemska språk då de har officiell status i landet. Resten av språken räknas som främmande. För språk med färre än 10 talare är siffran dold av Statistikcentralen på grund av sekretesskäl.
| Språk                        | Talare 2022-12-31 | Talare 2022-12-31 |
| Språk                        | Antal             | Andel (%)         |
| ---------------------------- | ----------------- | ----------------- |
| Hela befolkningen            | 6 996             | 100,0             |
| Inhemska språk totalt        | 6 847             | 97,9              |
| Finska                       | 6 839             | 97,8              |
| Svenska                      | 5                 | 0,1               |
| Samiska                      | 3                 | 0,0               |
| Främmande språk totalt       | 149               | 2,1               |
| Ryska                        | 56                | 0,8               |
| Tagalog                      | 29                | 0,4               |
| Språk med färre än 10 talare | 64                | 0,9               |

|  | Finska (97,8 %) |

|  | Svenska (0,1 %) |

|  | Samiska (0,0 %) |

|  | Främmande språk (2,1 %) |

|  | Finska (97,8 %) |

|  | Svenska (0,1 %) |

|  | Samiska (0,0 %) |

|  | Främmande språk (2,1 %) |